# Battaglia di Soissons (1918)
L'offensiva di Soisson, detta anche battaglia del Soissonnais e dell'Ourcq, venne combattuta tra il 18 e il 22 luglio 1918 nella zona di Soissons in Francia nell'ambito dei più vasti eventi del fronte occidentale della prima guerra mondiale.
La battaglia vide le forze francesi dotate di numerosi carri armati, sostenute da piccoli contingenti di truppe britanniche e statunitensi, sferrare una massiccia offensiva contro le postazioni tedesche lungo la strada e la linea ferroviaria tra Soissons e Château-Thierry, principale via di rifornimento per il saliente creato dalle forze tedesche a sud della Marna nel corso della loro offensiva sferrata il 15 luglio precedente. La minaccia alle loro vie di comunicazioni e il successivo sfondamento francese obbligò i tedeschi a ordinare il ritiro dal saliente, sancendo il fallimento finale della loro "Offensiva di primavera" e l'inizio di una generale inversione di tendeza lungo l'intero fronte occidentale; pochi giorni dopo, infatti, gli Alleati avrebbero dato il via alla loro offensiva generale lungo tutto il fronte, che si sarebbe conclusa solo in novembre con la capitolazione della Germania.

## Antefatti
Nella Primavera del 1918 i Tedeschi lanciarono una devastante offensiva per provare, in un ultimo tentativo, di neutralizzare il contingente Britannico e di marciare su Parigi. L'uso delle innovative tattiche d'assalto (elaborate dalle Sturmtruppen) permise ai Tedeschi di sfondare in profondità nelle linee dell'intesa. I Tedeschi arrivarono sulle rive della Marna creando un saliente pericolosamente vicino a Parigi. Foch decise di attaccare le truppe tedesche per scongiurare una possibile offensiva verso Parigi.

## Preparativi
Ferdinand Foch raggruppò i reparti più decorati dell'intero esercito francese, tra cui un reggimento di fanteria marocchino, e quasi 200 carri armati.

## Svolgimento
Il 18 di Luglio iniziò l'attacco preceduto da un breve ma potentissimo bombardamenti e i fanti e i carri andarono all'assalto. I Tedeschi si difesero strenuamente ma la potenza dei carri e l'impiego delle loro stesse tattiche d'assalto da parte dei fanti francesi fece crollare la linea difensiva. Il 22 i Francesi sfondarono occupando parte del Saliente della Marna e contemporaneamente gli Statunitensi sfondarono a Château-Thierry segnando quindi la fine dell'Offensiva di Primavera.